# 法泰赫加尔赫丘里亚恩
法泰赫加尔赫丘里亚恩（Fatehgarh Churian），是印度旁遮普邦古尔达斯普尔县的一个城镇，总人口為15879（2001年）。

## 人口
该地2001年总人口15879人，其中男性8380人，女性7499人；0—6岁人口1925人，其中男1138人，女787人；识字率71.59%，其中男性为74.61%，女性为68.21%。